# Aïda Diop
Aïda Diop (* 27. April 1970) ist eine ehemalige senegalesische Leichtathletin, die sich auf den Sprint spezialisiert hat. Sie gewann zahlreiche Medaillen bei kontinentalen Meisterschaften und wurde 2004 Afrikameisterin in der 4-mal-400-Meter-Staffel. Zudem ist sie nationale Rekordhalterin im 200-Meter-Lauf.

## Sportliche Laufbahn
Erste internationale Erfahrungen sammelte Aïda Diop vermutlich im Jahr 1986, als sie bei den Juniorenweltmeisterschaften in Athen mit 12,88 s in der ersten Runde im 100-Meter-Lauf ausschied. 1988 startete sie bei den Afrikameisterschaften in Annaba und gewann dort in 46,45 s gemeinsam mit Ndeye Aminata Niang, Aïssatou Tandian und Néné Sangharé die Bronzemedaille mit der senegalesischen 4-mal-100-Meter-Staffel hinter den Teams aus Ghana und der Elfenbeinküste. 1991 nahm sie an der Sommer-Universiade in Sheffield teil und schied dort mit 12,18 s im Halbfinale über 100 Meter aus. 1997 gewann sie bei den Spielen der Frankophonie in Antananarivo in 23,78 s die Bronzemedaille im 200-Meter-Lauf hinter der Kanadierin LaToya Austin und Anita Mormand aus Frankreich. Zudem startete sie bei den Weltmeisterschaften in Athen und schied dort mit 11,61 s und 23,71 s jeweils in der ersten Runde über 100 und 200 Meter aus. 1999 startete sie bei den Weltmeisterschaften in Sevilla über 200 Meter und kam dort mit 23,38 s nicht über den Vorlauf hinaus und verpasste mit der senegalesischen 4-mal-400-Meter-Staffel mit 3:30,99 min den Finaleinzug. Anschließend nahm sie an den Afrikaspielen in Johannesburg teil und belegte dort in 23,23 s den fünften Platz über 200 Meter. Im Jahr darauf gewann sie bei den Afrikameisterschaften in Algier in 11,46 s die Silbermedaille über 100 Meter hinter der Kamerunerin Myriam Léonie Mani und auch über 200 Meter musste sie sich mit 23,01 s nur Mani geschlagen geben. Zudem gewann sie in 44,62 s gemeinsam mit Bintou N'Diaye, Aminata Diouf und Mame Tacko Diouf die Silbermedaille mit der 4-mal-100-Meter-Staffel hinter dem Team aus Ghana. Im selben Jahr stellte sie in Mexiko mit 22,64 s einen neuen Landesrekord über 200 Meter auf und startete dann über diese Distanz bei den Olympischen Sommerspielen in Sydney, bei denen sie mit 23,46 s in der ersten Runde ausschied. Zudem schied sie mit der 4-mal-400-Meter-Staffel mit 3:28,02 min im Vorlauf aus.
2001 gewann sie bei den Spielen der Frankophonie in Ottawa in 23,20 s die Bronzemedaille über 200 Meter hinter der Tschaderin Kaltouma Nadjina und Ionela Târlea aus Rumänien und anschließend schied sie bei den Weltmeisterschaften im kanadischen Edmonton mit 22,94 s im Halbfinale über 200 Meter aus und verpasste mit der 4-mal-400-Meter-Staffel mit 3:30,03 min den Finaleinzug. Im Jahr darauf gewann sie bei den Afrikameisterschaften in Radès in 23,29 s die Silbermedaille hinter Kaltouma Nadjina aus dem Tschad. 2003 nahm sie erneut an den Afrikaspielen in Abuja teil und schied dort mit 24,27 s im Halbfinale über 200 Meter aus und gewann in 45,42 s gemeinsam mit Aïssatou Badji, Fatou Bintou Fall und Aminata Diouf die Bronzemedaille hinter den Teams aus Nigeria und Südafrika. Im Jahr darauf belegte sie bei den Afrikameisterschaften in Brazzaville in 23,58 s den vierten Platz über 200 Meter und siegte in 3:29,41 min gemeinsam mit Fatou Bintou Fall, Mame Tacko Diouf und Amy Mbacké Thiam in der 4-mal-400-Meter-Staffel. Zudem gewann sie in 45,21 s gemeinsam mit Fatoumata Coly, Aïssatou Badji und Aminata Diouf die Bronzemedaille in der 4-mal-100-Meter-Staffel hinter den Teams aus Nigeria und Südafrika. Anschließend startete sie mit der 4-mal-400-Meter-Staffel bei den Olympischen Sommerspielen in Athen und schied dort mit 3:35,18 min im Vorlauf aus. Auch bei den Weltmeisterschaften 2005 in Helsinki verpasste sie mit 3:29,03 min den Finaleinzug und im Dezember belegte sie bei den Spielen der Frankophonie in Niamey in 24,05 s den sechsten Platz über 200 Meter und beendete daraufhin ihre aktive sportliche Karriere im Alter von 35 Jahren.
In den Jahren 1999 und 2000 wurde Diop senegalesische Meisterin im 200-Meter-Lauf.

## Persönliche Bestleistungen
- 100 Meter: 11,26 s (−0,3 m/s), 27. März 2002 in Bamako
- 200 Meter: 22,64 s (+1,0 m/s), 2. Juli 2000 in Mexiko-Stadt (senegalesischer Rekord)
- 400 Meter: 53,7 s, 8. April 2004 in Ouagadougou